# John Ajvide Lindqvist
John Ajvide Lindqvist (nacido en 1968 en Blackeberg, Suecia) es un escritor sueco de novelas fantásticas y de terror.

## Biografía
Lindqvist creció en Blackeberg, un suburbio de la ciudad de Estocolmo, y su primera novela Låt den rätte komma in, una historia de vampiros publicada en el año 2004, disfrutó de gran éxito en Suecia. Hanteringen av odöda fue publicada en el año 2005 y está relacionada con la aparición de zombis o "revividos" en la zona de Estocolmo. En el año 2006 publicó su tercer libro, Pappersväggar, una colección de historias cortas de terror. En el año 2007, su historia Tindalos fue publicada por entregas en el periódico sueco Dagens Nyheter, que también ofreció un audiolibro gratuito en su página web, leído por el propio autor. Sus obras son publicadas en Suecia por la editorial Ordfront y han sido traducidas a muchas lenguas: inglés, alemán, italiano, francés, noruego, danés, polaco, alemán, ruso y español (en el año 2008).
Antes de convertirse en un escritor, Lindqvist trabajó durante doce años como ilusionista y cómico. Cuando era adolescente, solía realizar espectáculos de magia en la calle para los turistas que visitaban Västerlånggatan en Estocolmo.
Aparte de novelas de terror también ha escrito el guion para la serie dramática de televisión Kommissionen, así como parte del guion de Reuter & Skoog. También fue el guionista de la adaptación cinematográfica de su novela Låt den rätte komma in. La productora Tre Vänner ha comprado los derechos de Hanteringen av odöda y actualmente está planeando realizar la adaptación cinematográfica. Para escribir Låt den rätte komma in se basó en su propia infancia, y en  las obras, "Carmilla" de Sheridan Le Fanu y la película "The Crying Game" (El juego de las lágrimas).
El padre de Jon Ajvide murió ahogado, y el mar ha aparecido en varias de sus obras como una fuerza oscura y siniestra tanto en Descansa en paz,  y Harbour, un relato de Pappersväggar, donde es una presencia amenazadora y de hecho puede ser considerado el villano de la trama.
Lindqvist es un fan de Morrissey. En varias entrevistas ha afirmado que tomó el nombre de su primera novela de la canción de Morrissey "Let the Right One Slip In". Además también afirmó que cuando su novela fue traducida al inglés disfrutó pensando que Morrissey podría leer su libro.
Entre sus autores preferidos ha mencionado a Julio Cortázar, Gabriel García Márquez y Jorge Luis Borges; en especial al primero.
Lindqvist está casado con Mia Ajvide (nacida en 1950), una ex arqueóloga y ahora escritora. Tienen un hijo.   Residen en el municipio de Norrtälje.

## Libros
- Låt den rätte komma in (Déjame entrar) 2004
- Hanteringen av odöda (Descansa en paz) 2005
- Pappersväggar (Paredes de papel) 2006
- Tindalos publicada por entregas en el periódico Dagens Nyheter, 2007
- Människohamn (Puerto Humano), (2008)
- Lilla stjärna (Las lobas, 2009)
- Låt de gamla drömmarna dö (Deja que mueran los viejos sueños, 2011)
- Tjärven (2011)
- Sulky och Bebbe regerar okej (2012) ("El patín o Bebbe reina", con Mia Ajvide)
- Fem kända musiker döda i seriekrock ("Cinco músicos famosos muertos y apilados") (2013)
- Himmelstrand (2014)
- Speciella omständigheter (2014) ("Circunstancias especiales"; relato)
- Rörelsen (2015) ("Movimiento", segunda novela de una trilogía iniciada con Himmelstrand)
- Våran hud, vårat blod, våra ben (2016) ("Nuestra piel, nuestra sangre, nuestros huesos")
- X: Den sista platsen (2017) (X: El último lugar)
- Varsel i Mörkret (2017) (El manual del guardián, novela y antología).
- Gräns (2018) (El límite).
- Vänligheten (2021) (La bondad).
- Verkligheten (2022).
- Skriften i vattnet (Saga: Tormenta de sangre 1) (2022)
- Sommaren 1985 (2023)
- Rummet i jorden(Saga: Tormenta de sangre 2) (2024)
- Anden i maskinen (Saga: Tormenta de sangre 3) (2025)
- Svinen (2025).

## Obras dramáticas
- 2012 - Fem kända musiker döda i seriekrock
- 2012 - Ett informellt samtal om den nuvarande situationen
- 2014 - Storstugan - En pyromans berättelse

## Adaptaciones cinematográficas
- 2008 - Déjame entrar (Låt den rätte komma in), película sueca realizada por Tomas Alfredson
- 2010 - Déjame entrar (Let Me In), película británica y estadounidense realizada por Matt Reeves
- 2018 - Border (Gräns), película sueca realizada por Ali Abbasi